# 서던 리그
서던리그(Southern League)는 1964년 창설된 미국 남부의 더블 A 야구 리그이다. 총 10팀으로 이루어져 있으며 2개의 디비전으로 운영된다.

## 팀
| 디비전 | 팀                   | MLB 팀                  | 연고지             | 홈구장                        |
| ------ | -------------------- | ----------------------- | ------------------ | ----------------------------- |
| 노스   | 버밍햄 바론스        | 시카고 화이트삭스       | 후버, 앨라배마     | 리젼스 파크                   |
| 노스   | 채터누가 룩아웃스    | 미네소타 트윈스         | 채터누가, 테네시   | AT&T 필드                     |
| 노스   | 몽고메리 비스킷즈    | 탬파베이 레이스         | 몽고메리, 앨라배마 | 몽고메리 리버 워크 스타디움   |
| 노스   | 잭슨 제너럴스        | 시애틀 매리너스         | 잭슨, 테네시       | 프링글스 파크                 |
| 노스   | 테네시 스모키스      | 시카고 컵스             | 세비에빌, 테네시   | 스모키스 파크                 |
| 사우스 | 잭슨빌 선즈          | 마이애미 말린스         | 잭슨빌, 플로리다   | 베이스볼 그라운즈 오브 잭슨빌 |
| 사우스 | 미시시피 브레이브스  | 애틀랜타 브레이브스     | 펄, 미시시피       | 트러스트마크 파크             |
| 사우스 | 모빌 베이베어스      | 애리조나 다이아몬드백스 | 모빌, 앨라배마     | 행크 아론 스타디움            |
| 사우스 | 빌록시 셔커스        | 밀워키 브루어스         | 빌록시, 미시시피   | MGM 파크                      |
| 사우스 | 펜서콜라 블루 와우스 | 신시내티 레즈           | 펜서콜라, 플로리다 | 펜서콜라 베이프론트 스타디움  |